# Mateiros
Mateiros är en kommun i Brasilien.   Den ligger i delstaten Tocantins, i den centrala delen av landet, 600 km norr om huvudstaden Brasília. Antalet invånare är 2 219.
Omgivningarna runt Mateiros är huvudsakligen savann. Trakten runt Mateiros är nära nog obefolkad, med mindre än två invånare per kvadratkilometer.